# 데이비드 워쇼프스키
데이비드 워쇼프스키(David Warshofsky, 1961년 2월 23일 ~ )는 미국의 배우이다.

## 출연 작품
- 잇츠 낫 어바웃 지미 킨 (2018)
- 윌슨 (2017)
- 우아한 만찬 (2017)
- 더 할로우 (2016)
- 나우 유 씨 미 2 (2016)
- 스톡홀름, 펜실베이니아 (2015)
- 1월의 두 얼굴 (2014)
- 캡틴 필립스 (2013)
- 나우 유 씨 미 : 마술사기단 (2013)
- 마스터 (2012)
- 리틀 버드 (2011)
- 미래는 고양이처럼 (2011)
- 페어 게임 (2010)
- 언스토퍼블 (2010)
- 퍼블릭 에너미 (2009)
- 아메리칸 바이올렛 (2008)
- 테이큰 (2008)
- 데어 윌 비 블러드 (2007)
- 워크아웃 (2006)
- 러닝 스케어드 (2006)
- 더 베스트 씨프 인 더 월드 (2004)
- 퍼스널 벨로시티 (2002)
- 웰컴 투 콜린우드 (2002)
- 돈 세이 워드 (2001)
- 밝게 빛나는 거짓말 (1998)
- 지. 아이. 제인 (1997)
- 페이스 오프 (1997)
- 스킨너 (1993)
- 저공 비행 (1993, Mercy Mission: The Rescue of Flight 771)
- 브룩클린으로 가는 마지막 비상구 (1989)
- 7월 4일생 (1989)

### 텔레비전
- 프렌즈 (2000)
- 로앤오더 (2001-07)
- 멘탈리스트 (2009-14)
- 성범죄수사대: SVU (2012)